# برت هاوکینز
برت هاوکینز (انگلیسی: Bert Hawkins; ۲۹ سپتامبر ۱۹۲۳ – ۲۱ ژوئن ۲۰۰۲) بازیکن فوتبال اهل بریتانیا بود.
از باشگاه‌هایی که در آن بازی کرده‌است می‌توان به باشگاه فوتبال کویینز پارک رنجرز، باشگاه فوتبال بث سیتی، باشگاه فوتبال چلتنهام تاون، باشگاه فوتبال بریستول راورز، باشگاه فوتبال وستهام یونایتد، و باشگاه فوتبال بریستول سیتی اشاره کرد.